# East Bernstadt
Pour les articles homonymes, voir Bernstadt.
East Bernstadt est une census-designated place située dans le comté de Laurel, dans le Commonwealth du Kentucky, aux États-Unis. Sa population s’élevait à 716 habitants lors du recensement de 2010.

## Source
- (en) Cet article est partiellement ou en totalité issu de l’article de Wikipédia en anglais intitulé « East Bernstadt, Kentucky » (voir la liste des auteurs).